# Емболија плодовом водом
Емболија плодовом водом  (ЕПВ) јесте загонетно и често смртоносно стање са сложеном клиничком сликом. Обично настаје као компликација врло тешког порођаја, али се може јавити и током абортуса, након повреде трбуха (абдоминалне трауме), и током амниоинфузије. 
ЕПВ је фатална акушерска компликација која се јавља по стопи од 1 на 8.000 до 1 на 80.000 трудноћа и најчешћи је узрок смрти мајки повезан са порођајем. Смртност мајки јавља се у 61% случајева, са само 15% преживелих жена без последица .

## Историја
Немачки патолог Георг Шморл током 1893. године  описао је присуство феталних ћелије у плућима мајке, које је пронашао током обдукција 17 жена које су умрле након еклампсије. Он је овај налаз видео као могући узрок еклампсије.
Емболија плодовом водом први је описао Ј. Рикардо Мејер у Бразилу 1926,  али је 1927. МР Варден објавио резултате својих експеримената на животињама са интравенском ињекцијом амнионске течности, у којима је такође видео могући узрок еклампсије.
Тек 1941. су Американци Paul E. Steiner и Clarence Lushbaugh  дефинисали ЕПВ као независну болест, а 1949. детаљније описали као синдром акушерског шока.  Због тога је ЕПВ привремено назван и Штајнер-Лушбоов синдром.
Године 1961, британски патолози Атвуд и Парк открили су трофобластно ткиво у плућима у скоро половини од 220 смртних случајева мајки, иако је мање од 1% жена имало клиничке доказе ЕПВ. Па је оово ткиво искључено као једини узрок клиничке слике, а и веза са ЕПВ је постала упитна. Током трудноће, ћелије фетуса очигледно неизбежно улазе у циркулацију мајке. Овај феномен се сматра физиолошким. Међутим, емболија са делимичном оклузијом плућне циркулације се не сматра нормалном и чини се да је чешће повезана са патолошким променама у плаценти, као што су плацента акрета или предњачећа постељица.
Пошто су у неким студијама код ЕПВ преовлађивали типични симптоми анафилаксе, клиничка слика је позната и као анафилактоидни синдром трудноће.
У САД и Великој Британији направљени су посебни регистри за евидентирање случајева ЕПВ, у циљу праћења и истраживања ове болести, па је тако:  
- Амерички национални ЕПВ регистар је 1998. године основао Стивен Л. Кларк, гинеколог на Медицинском факултету Универзитета у Јути.[12]

- Derek J. Tuffnell, шеф женске клинике  Bradford Royal Infirmary, покренуо је британски  Регистар емболија плодовом водом  (који се на овој клици води од 2005. године као део британског акушерског система за надзор)
- Национална перинатална епидемиолошка јединице на Универзитету у Оксфорду, која постоји од 1978. године ради истраживања ретких болести у трудноћи. Ово истраживање подржано је од стране Краљевског колеџа акушера и гинеколога.

## Епидемиологија

### Морбидитет/морталитет
Иако неуобичајена, емболија плодовом водом је водећи узрок смртности мајки у Сједињеним Америчким Државама, са инциденцом од 1 случаја на 80.000 порођаја. 
У  Немачкој 2011. године, ЕПВ је била водећи узрок смрти током порођаја.
У Аустралији, ЕПВ се наводи као водећи директни узрок смрти мајки. Процене се крећу од 1 од 8.000 до 1 од 80000 испорука.
У Уједињеном Краљевству инциденција се процењује на 1,9 на 100 000 до 7,7 на 100 000 порођаја.
Повезане стопе морталитета фетуса и мајки су 40% и 80%, што је респективно. Око 40% пацијената развије велики поремећај коагулације, а чак 50% пацијената умире у року од једног сата од појаве симптома. 

### Демографија везана за расу, пол и узраст
Иако се сматрало да не постоје расне или етничке склоности, студија Фонга и других сугерисала је да црнкиње који нису латиноамериканке имају више него двоструко већи ризик од развоја ЕПВ.
Старост мајке може бити фактор ризика. У Националном регистру ЕПВ није пронађена веза са годинама; међутим, најмање две студије су приметиле повећану инциденцу код жена старијих од 30 година. Једна студија коју су спровели Фонг и сарадници показала је да се највећи пораст ризика јавља након 39. године старости.  Друга студија Лисонкове и сарадника о повезаности између старости мајке и озбиљног морбидитета мајки известила је да је жене старе 35 година и више имају повећану прилагођену стопу ЕПВ (AOR = 8.0, око 95% CI 2.7-23.7).

## Етиопатогенеза
Тачан пут преласка плодове воде у крвоток мајке није јасан. Вероватно долази до настанка пукотина амниона, при чему се плодова вода, која је изашла, увлачи између хориона и децидуе посредством контракција утеруса и утискује се у интервилозне просторе постељице (крвоток мајке). Прелазак састојака плодове воде (казеозни вреникс, меконијум, плочасти епител, епидермис, слуз, лануго-длачице) има за последицу изражену склоност за тромбозу, јер се у плодовој води налази тромбокиназа и калцијум. Као резултат тога образују се тромби у венама утеруса али такође и у плућним крвним судовима мајке 
Услед механичког зачепљења састојцима плодове воде и тромбима, као и реактивне вазоконстрикције плућног крвотока настаје акутни пораст притиска у малом крвотоку и развија се продужени шок.
Због јаке потрошње фибриногена при обимном стварању дисеминованих микротромба, односно коагулопатије услед потрошње јавља се тешка хеморагична дијатеза која може да доведе до смрти породиље 

#### Фактори предиспозиције
Фактори предиспозиције за појаву ЕПВ укључују:
- киретажа у првом триместру трудноће,
- абортус у другом тромесечју, који укључује примену раствора натријум хлорида, простагландина,
- хистеректомију,
- порођај царским резом,
- трауму трбуха,
- амниоцентезу.

## Клиничка слика и ток болести

### Клинички критеријуми
Национални регистри за ЕПВ у САД и Великој Британији успоставили су клиничке критеријуме који омогућавају претпостављену дијагнозу емболије плодовом водом:
- акутни пад крвног притиска или срчани застој
- акутна хипоксија ( диспнеја, цијаноза или застој дисања)
- Поремећај коагулације (лабораторијски хемијски доказ дисеминоване интраваскуларне коагулације) или тешко крварење
- Симптоми почињу током контракција или до 30 минута након рођења детета
- нема других клиничких знакова или објашњења за симптоме

### Фазе
Емболија плодовом воодом се јавља у неколико фаза, од којих је свака потенцијално фатална. 
Отежано дисање, осећај хладноће, унутрашњи немир, фотофобија, анксиозност, сензорни поремећаји у прстима, мучнина и повраћање могу се јавити као симптом. Интервал између ових првих знакова и акутних симптома може бити веома кратак, али може бити и до 4 сата. 
У раним фазама, у првих неколико минута, пацијенти показују кратак дах са цијанозом и нападима док се потпуно добро осећају. Постоје и знаци шока. Супротно претходним претпоставкама, бол у грудима се јавља код више од половине жена.  Насилне контракције до тетаније материце јављају се код око четвртине жена. 
Ако жена преживи ову прву фазу, у другој фази долази до крварења са периодом латенције од 0,5 до 12 сати, што је резултат генерализоване коагулације са конзумном коагулопатијом. Због великих површина рана након уклањања плаценте, постоји ризик од умирања од хеморагичног шока. 
У касним фазама развија се респираторни дистрес синдром са плућним едемом. Појављује се хиперфибринолиза и, као резултат шока, могуће мултиорганско затајење. Пошто се друга и трећа фаза глатко преливају једна у другу, често се комбинују и цео процес се назива двофазним. 

### Реакције  детета
Смањено снабдевање кисеоником изазива промене откуцаја срца код нерођеног детета. Они се манифестују као абнормалности  као што су тахикардија, касна успоравања, смањење пропусног опсега, продужена променљива успоравања и брадикардија. Међутим, описани су и случајеви са нормалним ЕКГ упркос постојећој опасности од фетуса. Ако се снабдевање кисеоником не побољша брзо или се не уради хитан царски рез, дете ће умрети након кратког времена (због интраутерине феталне смрти). 

## Дијагноза
Тренутно нема јасно дефинисаних дијагностичких тестова у дијагностици емболије плодовом водом. У Сједињене Државе и Великој Британије њихови протокол лечења препоручују следећа четири критеријума, који морају бити присутни да би се дијагностиковала емболије плодовом водом .
1. Акутни хипотензија или срчани застој
2. Акутна хипоксија
3. Коагулопатија или тешко крварење у недостатку других објашњења
4. Да се све што је наведено у критеријумима 1 до 3 дешава  током порођаја; царског реза, дилатације и евакуације плода, односно у року од 30 минута, после порођаја без другог објашњивог узрока.

## Диференцијална дијагноза
| Проблеми са плућима                                                                               | Пад крвног притиска и симптоми шока                                                       | Поремећаји коагулације и акутни узроци крварења                                                                  | Неуролошке и друге болести повезане са конвулзијама                           |
| ------------------------------------------------------------------------------------------------- | ----------------------------------------------------------------------------------------- | --- | ----------------------------------------------------------------------------- |
| - Плућна емболија (тромботична, ваздушна, масна) - Едем плућа - Анестетички инцидент - Аспирација | - Септички шок - Хеморагични шок - Срчани удар - Анафилактичка реакција - Срчане аритмије | - Дисеминована интраваскуларна коагулација - Преурањена абрупција плаценте - Руптура материце - Атонија материце | - Еклампсија - Епилепсија - Цереброваскуларна инсуфицијенција - Хипогликемија |

## Терапија
Специфичан или узрочна терапија ЕПВ није могућа. Ако се сумња на ЕПВ, пацијент се лечи симптоматски, али на интензивној нези у циљу стабилизације стања пацијента. 
Ендотрахеална интубација са вештачком вентилацијом је скоро увек неопходна. Пад крвног притиска се лечи инфузијом (као замена запремине), ако је могуће под контролом централног венског притиска. Давањем лекова који проширују плућну циркулацију, може се спречити затајење десног срца. За лечење имунолошких компоненти, има смисла давати глукокортикоиде. 
Ако се стање мајке може стабилизовати, могућ је брз вагинални порођај. Ако нема побољшања у року од 4 до 5 минута, индикован је хитан царски рез због предстојеће смрти детета, чак и ако изгледа да мајка умире примењује се пери-мортем рез.  Ово такође побољшава шансе за успех у кардиопулмоналној реанимацији  мајке. 
Након рођења детета, окситоцин се мора применити инфузијом такође у комбинацији са ергот алкалоидима као што је метилергометрин да би се спречила атонија материце са масивним вагиналним крварењем. Ови агенси подстичу контракцију материце и на тај начин смањују крварење. Примена простагландина се мора избегавати јер он може потенцијално имати вазоконстрикторне ефекте на плућне крвне судове. 
Ако пацијентица преживи прву фазу, треба је пратити на интензивној нези. За лечење поремећаја коагулације могућа је примена антифибринолитика и третман свеже смрзнутом плазмом, као и трансфузију концентрата тромбоцита као последње решење ако крварење не престане и број тромбоцита пада испод 50.000/μл. Губитак крви се надокнађује концентратима еритроцита. 
Покушано је и са лечења криопреципитатима и рекомбинантним фактором VII (rFVIIa).  Успешне емболизације артерија материце су такође примењиване за лечење тешког крварења из материце.

## Прогноза
Морталитет/морбидитет
Иако се смртност мајки приближава проценту од 80%, међутим према Националном регистру САД смртност је било 61% или 46 случајева, или 5-10% смртности мајки у Сједињеним Америчким Државама.
Пацијенти са ЕПВ у 50% случајева умиру у току првог сата од појаве симптома. Од оних који су преживели почетну кардиореспираторну фазу, 50% развије коагулопатију.
Студија заснована на популацији која је користила базу података Калифорнијске канцеларије за државно планирање и развој на основу података о 1.094.248 порођаја у периоду од две године 53 случаја имало је ЕПВ, 14 пацијената (26,4%) је умрло, а 35 пацијената (66%) је развило дисеминовану интраваскуларну коагулацију.
Преживљавање мајке је неуобичајено, иако се прогноза побољшава раним препознавањем и брзом реанимацијом. Регистар ЕПВ Уједињеног Краљевства пријавио је смртност од 37%; од жена које су преживеле ЕПВ, 7% је било неуролошки оштећено.
Пријављено је да је преживљавање новорођенчади 79% у регистру САД и 78% у регистру у Великој Британији. Стопа преживљавања нетакнуте новорођенчади је 70%. Неуролошки статус новорођенчета је директно повезан са временом које је протекло између обољевања мајке и порођаја.
Ризик од рецидива је непознат. Пријављене су успешне наредне трудноће. Препорука да се примени елективни порођај царским резом током будућих трудноћа у покушају да се избегне порођај за сада контроверзна.

## Компликације
Едем плућа је честа појава код преживелих. Како може доћи до инсуфицијенције левог срца, неки извори препоручују инотропну подршку.